# Kazhī Karān
Kazhī Karān (persiska: كژی كران, قازی كَران) är en ort i Iran.   Den ligger i provinsen Kurdistan, i den nordvästra delen av landet, 400 km väster om huvudstaden Teheran. Kazhī Karān ligger 1 920 meter över havet och antalet invånare är 165.
Terrängen runt Kazhī Karān är kuperad åt nordväst, men åt sydost är den platt.Runt Kazhī Karān är det ganska tätbefolkat, med 58 invånare per kvadratkilometer. Närmaste större samhälle är Charmīleh, 6,0 km söder om Kazhī Karān. Trakten runt Kazhī Karān består i huvudsak av gräsmarker.